# Go-Kashiwabara

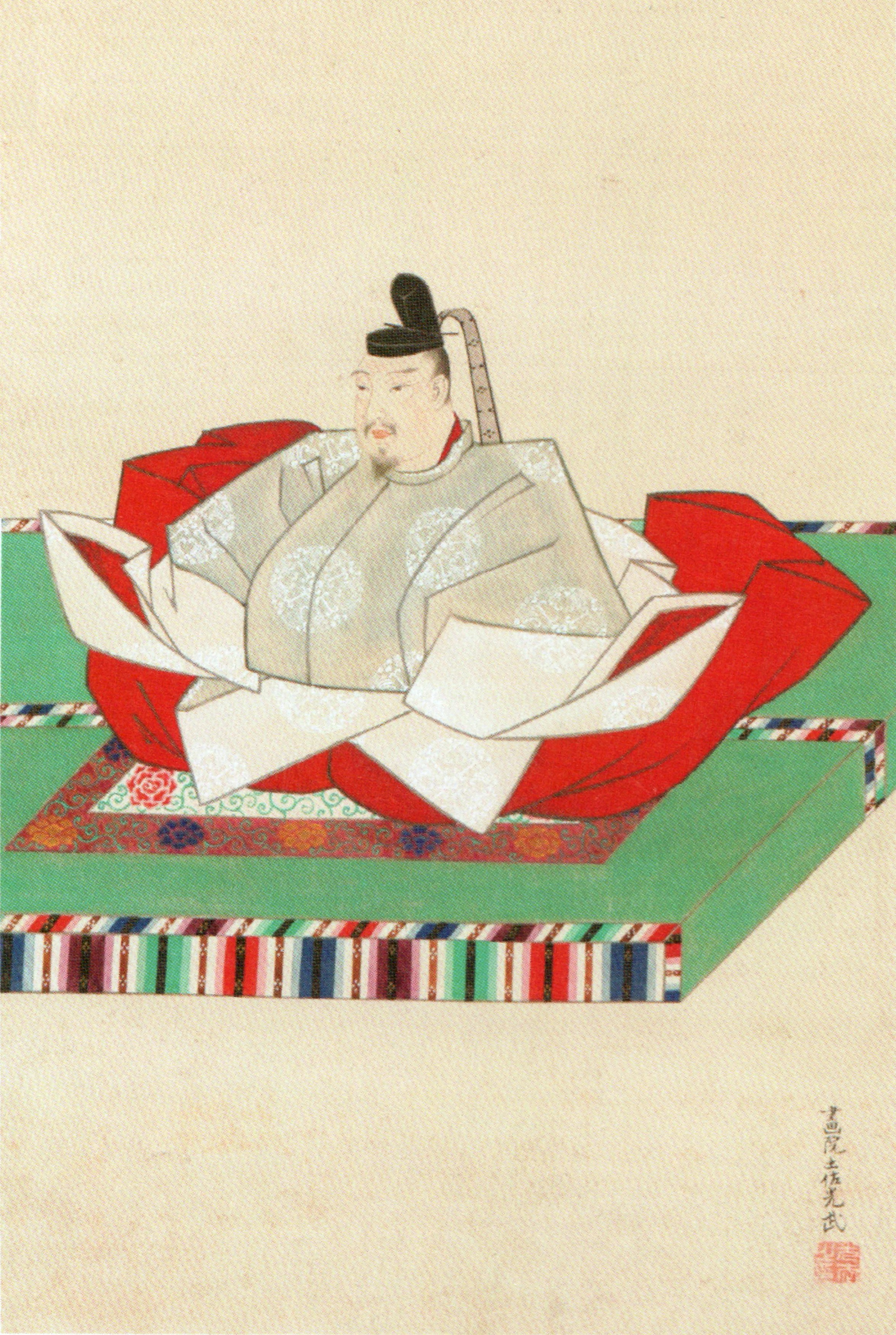
Go-Kashiwabara

Kaiser Go-Kashiwabara (jap. 後柏原天皇, Go-Kashiwabara-tennō; * 19. November 1464; † 19. Mai 1526) war der 104. Tennō von Japan (16. November 1500–19. Mai 1526). 
Sein Eigenname war Katsuhito (勝仁). Er war der erste Sohn Kaiser Go-Tsuchimikados. Er machte seinen zweiten Sohn Tomohito zu seinem Kronprinz, welcher sich als Kaiser Go-Nara nannte. 
Wegen der Auswirkungen des Ōnin-Krieges, während der Sengoku-Zeit, war die kaiserliche Familie so arm, dass die offizielle Zeremonie der Krönung aus finanziellen Gründen nicht vollzogen werden konnte. Am 22. März 1521, 21 Jahre nach seinem Amtsantritt, wurde er nach Spenden vom Hongan-Tempel (本願寺) und dem Muromachi-Shogunat formell gekrönt. Daijo-e oder Oharae, die religiöse Krönungszeremonie konnte er nicht halten.
Seine Regierungszeit fällt in die Sengoku-Zeit, die Zeit der streitenden Reiche. Weder der Tennō noch das Muromachi-Shogunat hatten noch wirkliche Macht.  Japan war in zahllose Territorien zersplittert, deren Herrscher in häufig wechselnden Bündnissen Kriege gegeneinander führten. 